# Jaime Isidoro
Jaime Isidoro GOM (21 de Março de 1924 — 21 de Janeiro de 2009) foi um pintor português.

## Biografia / Obra
Jaime Isidoro estudou desenho e pintura na Escola Soares dos Reis, Porto. Expôs individualmente pela primeira vez em 1945 (Porto). Em paralelo com a sua carreira de pintor, manteve uma vasta acção de animador cultural, galerista e professor, estando ligado a momentos importantes das artes plásticas na cidade do Porto e no país. Promoveu os Encontros Internacionais de Arte na década de 1970 e editou a Revista de Artes Plásticas, que contou com a colaboração de críticos e artistas portugueses de relevo, demonstrando um interesse particular pela concretização de projectos culturais inovadores. Foi fundador da Academia Dominguez Alvarez (com António Sampaio; 1954) e da Bienal de Cerveira (1978).
Tendo a paisagem urbana, em particular a cidade do Porto, sido tema de muitas das suas obras, praticou de início um tipo de figuração com sensíveis simplificações formais, evoluindo depois para a abstração. A sua carreira de pintor ficou marcada por dois períodos afastados no tempo que definem fases diferenciadas: uma primeira situada entre meados dos anos 40 e meados dos anos 50 do século XX, e uma segunda desenvolvida a partir da segunda metade da década de 1980. 
Recebeu os prémios Armando Basto (1954), António Carneiro (1955), Henrique Pousão (1957). Foi ainda distinguido com a Medalha de Mérito Cultural da Câmara de Cerveira (1982) e com as medalhas de ouro das câmaras do Porto, em 1988, e de Gaia, em 2002. Está representado em coleções públicas e privadas, entre as quais: Museu do Chiado; Museu Machado de Castro; etc. Em 2006 apresentou uma exposição antológica da sua obra na Casa-Museu Teixeira Lopes, Gaia.
A 10 de Junho de 2006, foi feito Grande-Oficial da Ordem do Mérito.